# Lycaena afra
Lycaena afra är en fjärilsart som beskrevs av Edwards 1884. Lycaena afra ingår i släktet Lycaena och familjen juvelvingar. Inga underarter finns listade i Catalogue of Life.